# Manou Gallo
Manou Gallo, né le 31 août 1972 est une bassiste ivoirienne originaire de Divo, une localité centre-ouest de la Côte d'Ivoire.

## Biographie
Originaire de Divo, Manou gallo est une musicienne, chanteuse et bassiste reconnue pour son style Afro groove unique. 
Élevée et soutenue dans ses débuts par sa grand-mère, Manou est plutôt du genre autonome. En 1984, alors qu'elle a 12 ans, elle participe à son premier spectacle au sein du groupe Woya, à l'initiative de Marcellin Yacé. C'est aussi la première fois qu'elle quitte sa ville natale. Le spectacle qui a été monté avec d'autres enfants de la petite ville s'inspire de son histoire : il raconte la vie de cette petite sorcière qui reçoit le pouvoir de jouer du tambour. La pièce fait un véritable tabac. Woya devient célèbre dans toute l'Afrique de l'Ouest. De 1985 à 1989, le groupe fait de nombreuses tournées au Burkina Faso, Mali, Togo, Bénin) et enregistre quatre albums.

### Formation
Et pendant ce temps, Manou emmagasine les expériences. Quand le groupe Woya est dissout, la jeune fille suit Marcellin Yacé à Abidjan. Il la prend sous son aile, lui offre sa première basse, l'initie aux prises de sons dans son studio pendant trois ans. De 1993 à 1996, Marcelin l'envoie parfaire ses connaissances artistiques au village panafricain de Ki-Yi-Mbock, où elle intègre la troupe de théâtre, s'initie à la danse et participe à l'enregistrement d'un nouveau disque produit par Ray Lema. En 1992, lors du MASA à Abidjan, un marché international qui a pour but de présenter des créations artistiques en provenance de toute l'Afrique, Manou rencontre Michel De Bock, tour manager et éclairagiste du groupe Zap Mama. Ils se revoient plusieurs fois au village Ki-Yi et le courant passe.

### Parcours international
Le courant passe à tel point que lorsque Michel De Bock apprend que Marie Daulne, leader des Zap Mama, recherche un bassiste pour son groupe, il pense directement à la jeune ivoirienne et la fait venir en Belgique. Manou Gallo débarque le 3 janvier 1997.
Depuis six ans, Manou Gallo est de toutes les tournées, parcourant le monde pour jouer la musique des Zap. En 1999, elle rejoint, pour quelques concerts, les Tambours de Brazza, où elle est la seule fille. « Ici, en Europe, j'ai appris l'ouverture, les mélanges de cultures et de musiques ». Basée à Bruxelles, elle aime la diversité de cette ville métissée. Mais, tout au fond d'elle, Manou a toujours une petite musique dans la tête, venue en direct de Divo. « Quand je rentre au pays, je retrouve les couleurs des sons et des rythmes qui m'ont bercée durant toute mon enfance ». C'est sans doute ce qui l'a poussée à écrire ses propres textes, mêlant français, anglais et langue dida pour dire les choses comme elles viennent, pour s'insurger ou encore pour garder présente à l’esprit la flamme de Marcelin Yacé, celui qui l'a menée jusqu'ici. Ces textes, elle les décline sur une musique qui l'habite depuis toujours, mais à laquelle elle a rajouté les influences récoltées tout au long du chemin.

### Carrière solo
Pour donner forme à sa musique, Manou franchit un nouveau pas en 2001, en créant son propre groupe, avec des amis musiciens, un peu comme elle rassemblait, petite, ses copines et distribuait les rôles lors de ces concerts improvisés dans les cours de sa ville natale. Et aujourd’hui, en compagnie de son groupe Le Djiboi, Manou a bien l'intention de répandre sur les ondes la musique de Divo. Son premier disque, Dida, est sorti sur le label IglooMondo en 2005, suivi de Manou Gallo en 2007. Elle continue de se produire sur scène et à participer à des festivals internationaux. Son travail est salué pour son authenticité et la richesse de ses influences. Elle poursuit ses activités musicales avec le Djiboi, en donnant des concerts et en participant à divers festivals. Le groupe présente un répertoire mêlant rythmes traditionnels, basses et percutions. 

## Langues, style musical et distinctions
Manou interprète ses compositions en langue dida, en anglais et en français. Le timbre de la voix de Manou Gallo et ses paroles produisent une musique chaude, suscitant de l'émotion. Ses textes abordent différents thèmes liés à la culture, à l'expérience personnelle ou sociale.   
Elle a été nommée dans la catégorie Meilleure Artiste Africaine de la Diaspora aux TAMANI / Trophées de la Musique du Mali.
On la retrouve régulièrement en compagnie de Manu Dibango (Roubaix 2019, Jazz à Vienne) jusqu'à la disparition de celui-ci.
Elle se produit en Afrique et en Europe, dans des contextes variés incluant des concerts, des festivals ou hommages.
Elle participe au concert hommage rendu à Manu Dibango le 2 septembre 2021 en direct de la Grande salle de la Philharmonie.

## Discographie
- Dida, album produit en 2003

1. Iniyi
2. Maisha
3. Galere
4. Tshitshe
5. Amagnany
6. Gou
7. Poupouyanssia
8. Tout Brule
9. Nayouwy
10. Dida
11. I.o.a.

- Manou Gallo , album produit en 2006

1. Abj-Bxl
2. Chanter L'Amour
3. Denisihe
4. Frères
5. Terre
6. Stars
7. Woyaklolo
8. Apohayo
9. Wiyo
10. Adoo
11. Hommage
12. Pôlyne

- Lowlin , album produit en 2010

1. Nanan Intro
2. Nanan
3. Gla
4. Nalingiyo
5. Desert
6. Lowlin
7. Blouz
8. Kapia
9. If You Need Some Time
10. Pipol
11. Espoir
12. Nzambe
13. Woya
14. Kartier
15. Evadé

- Afro Groove Queen, album produit en 2018[10]